# Nadine Trintignant
Nadine Trintignant, född Marquand den 11 november 1934 i Nice, är en fransk regissör, manusförfattare och författare. Hon var gift med skådespelaren Jean-Louis Trintignant 1960–1976 och mor till framlidna skådespelerskan Marie Trintignant.

## Utvald filmografi
- 1971 – Det händer bara andra